# Ácido linoleico
O ácido linoleico ou ácido 9-12-octadecadienoico é o ácido graxo poli-insaturado ômega-6 com 18 carbonos e duas insaturações, de fórmula química CH3-(CH2)4-CH=CH-CH2-CH=CH-(CH2)7COOH.
É um ácido graxo essencial na dieta humana, sendo precursor do ácido araquidónico. Consequentemente, este é importante para a produção de endocanabinoides e de de uma série de mediadores lipídicos, os eicosanoides, que são sintetizados através da via metabólica da cascata do ácido araquidónico.
Sua massa molar é 280 g/mol.